# La Blanche
Cet article possède un paronyme, voir Blanche.
Pistes de Le Retour de Gérard Lambert
Mon beauf' Soleil immonde
La Blanche est une chanson écrite et composée par Renaud, sortie dans l'album Le Retour de Gérard Lambert en 1981.

## Description
La chanson est écrite en hommage au musicien Michel Roy, compositeur de la chanson Baston ! sortie dans l'album Marche à l'ombre. Drogué et accro à l’héroïne, blanche , il meurt du sida.